# Балка Кам'яна (притока Кальміусу)
Балка Кам'яна — балка (річка) в Україні у Старобешівському районі Донецької області. Ліва притока річки Кальміусу (басейн Азовського моря).

## Опис
Довжина балки приблизно 3,61 км, найкоротша відстань між витоком і гирлом — 3,49 км, коефіцієнт звивистості річки — 1,03. Формується декількома загатами.

## Розташування
Бере початок у селі Войкове. Тече переважно на північний захід і на північній околиці міста Кальміуське впадає в річку Кальміус.

## Цікаві факти
- У XX столітті на балці існували водосховище та декілька газових свердловин[4].
- У пригирловій частині балку перетинає залізнична лінія Донецької залізниці[3].